# Schifter

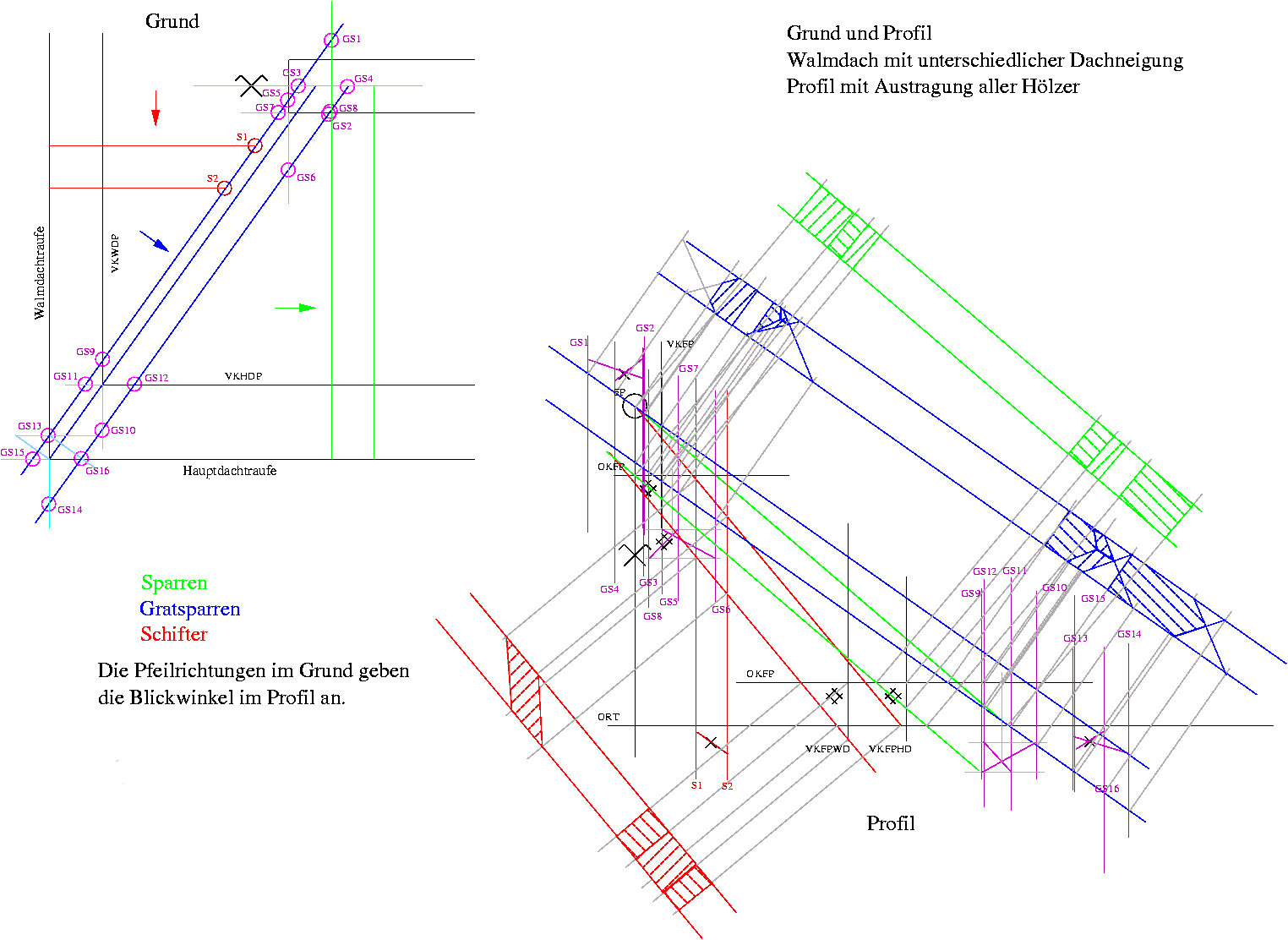
Ausgetragener Schifter (rot)

Der Schifter, auch Schiftsparren, ist ein spezieller Dachsparren, der einen schrägen Abschnitt hat, um an einen Gratsparren oder Kehlsparren anzuschließen. Seine Bearbeitung wird mittels Schiftung vom Zimmerer ermittelt.

## Bezeichnungen
Es werden insbesondere Gratschifter und Kehlschifter unterschieden. Der Gratschifter beginnt an der Traufe und endet am Gratsparren, wohingegen der Kehlschifter am First beginnt und am Kehlsparren endet. Der Hauptdachschifter, Walm- und Anbauschifter wird jeweils durch seine Lage im Dach gekennzeichnet. Der Mittelschifter liegt in der Mitte des Walmes und ist somit der längste Schifter am Walm. Der Doppelschifter ist ein spezieller Schifter, er schmiegt sich an Grat- und Kehlsparren. Der Klauenschifter klaut sich auf den Kehlsparren oder unter den Gratsparren.
Zudem unterscheidet man den Strahlenschifter. Dieser liegt nicht im rechten Winkel zur Trauf- bzw. Firstlinie.